# Pietro Serantoni
Pietro Serantoni (ur. 12 grudnia 1906 w Wenecji, zm. 6 października 1964 w Rzymie), włoski piłkarz, pomocnik. Mistrz świata z roku 1938.
Grał w najsłynniejszych włoskich klubach: Interze (1928–1934), Juventusie (1934–1936) oraz Romie (1936–1940). Dwukrotnie wywalczył scudetto - w 1930 oraz 1935. W reprezentacji Włoch rozegrał 17 spotkań. Debiutował w 1933 w meczu z Belgią, jednak nie znalazł się w składzie na rozgrywane rok później w jego ojczyźnie mistrzostwa świata. Cztery lata później był graczem podstawowej jedenastki i zagrał we wszystkich spotkaniach Italii. Ostatni raz w reprezentacyjnej koszulce wybiegł na boisko w 1939.